# Æggesalat
Æggesalat er en ret lavet primært af hakkede hårdkogte æg og mayonnaise, ofte inklusive andre ingredienser som selleri eller sennep. Det er lavet blandet med krydderier i form af urter og andre ingredienser bundet med mayonnaise.
| Mad og drikke | Spire Denne artikel om mad og drikke er en spire som bør udbygges. Du er velkommen til at hjælpe Wikipedia ved at udvide den. |